# 青木マリーン
青木マリーン株式会社（あおきマリーン、Aoki Marine Co., Ltd）は東京都港区に本社を置く建設会社。

## 概要
埋立工事・浚渫工事などの海洋土木工事や、国内海上輸送など、『海』に関わる分野の工事や輸送事業を行う建設会社である。親会社であるみらい建設工業と連携した営業活動、及び施工を行っている。工事用船舶（作業船）を多数保有し、これまでに関西国際空港や中部国際空港、羽田空港D滑走路の建設などに多く関わっている。近年は、東京都発注の河川護岸工事などの土木工事が、経営の三本目の柱となっている。

## 沿革
- 1979年（昭和54年）6月 - 株式会社青木建設船舶本部から分離独立し、内航海運業及び埋立・しゅんせつ等の海上工事の請負施工を目的として大阪市大淀区（現・大阪市北区）にコーワ・マリーン株式会社を設立（資本金1,000万円）。
- 1980年（昭和55年）4月 - 内航運送業の許可を取得。船舶5隻を購入、船舶16隻を傭船し、大阪湾における埋立工事用土砂海送、及びソビエト連邦北部三港から日本海沿岸地域への北洋材輸送等の事業を本格的に開始。
- 1981年（昭和56年）9月 - 本店を大阪市北区に移転。
- 1984年（昭和59年）11月 - 青木船舶株式会社を吸収合併し、同社の事業及び所有船舶12隻等を継承し、埋立・しゅんせつ業分野へ進出。青木マリーン株式会社に商号変更。
- 1985年（昭和60年）
  - 3月 - 建設業法により建設業の許可を登録。決算期を6月決算から3月決算へ変更。
  - 5月 - 阪神事業所を神戸市東灘区に移転。
- 1988年（昭和63年）11月 - 大阪証券取引所市場第二部に株式を上場。
- 1989年（平成元年）9月 - 本店を大阪市福島区に移転。
- 1991年（平成3年）11月 - 宅地建物取引業法による免許を取得。
- 1993年（平成5年）8月 - シンガポール支店をシンガポール共和国に新設。
- 1994年（平成6年）11月 - 第1種利用運送事業の許可を取得。
- 2002年（平成14年）5月 - シンガポール支店を閉鎖。
- 2004年（平成16年）8月 - 主たる本社機構を神戸市東灘区に移転。
- 2007年（平成19年）3月 - 建設機械の海上輸送等物流事業に進出。
- 2008年（平成20年）9月 - テクノマリックス株式会社を取得。（連結子会社）
- 2009年（平成21年）12月 - 本店を大阪市北区に移転。
- 2010年（平成22年）4月 - テクノマリックス株式会社を吸収合併[1]。（連結子会社）
- 2011年（平成23年）5月 - 内航コンテナフィーダー事業に進出。
- 2013年（平成25年）8月 - 青木あすなろ建設の完全子会社となる。
- 2014年（平成26年）3月 - 資本金を29億4950万円から2億円に減資した[2]。
- 2015年（平成27年）3月 - 資本金を2億円から9000万円に減資した[3]。
- 2017年（平成29年）
  - 7月 - 株式交換契約により、みらい建設工業株式会社の完全子会社となる。
  - 10月 -  本社を東京都江東区に移転。
- 2019年（平成31年）2月 -  本社を東京都港区に移転。

## 主な施工物件

### 海洋土木部門
- 関西国際空港
- 中部国際空港
- 神戸空港
- 羽田空港
- 八戸港浚渫
- 博多港揚土圧送
- 大阪沖埋立処分場護岸築造工事
- 舞子海岸とマリンピア神戸

### 陸上土木部門
- 小名木川低水路整備工事（その8）
- 天王洲橋耐震補強工事（橋脚補強）
- 長浜大橋上部改造工事
- 島屋北幹線下水管渠築造工事（その2）
- 中野 - 東野田幹線下水道管渠更生
- 平成21年度東京港臨海道路（II期）中防側（4工区）道路建設工事（その2）
- 平成22年度豊洲五丁目防潮堤地盤改良工事

### 海外工事部門
- チャンギ東海岸埋立（シンガポール）
- キャッスルピーク火力発電所施設造成（香港）
- バカモンテ漁港（パナマ）

### 国内海上輸送
- 阪神港 瀬戸内海主要12港 コンテナ輸送
- コマツ茨城工場 大型建設機械輸送
- セメント副材料輸送